# Calicalic à épaulettes
Calicalicus rufocarpalis
Espèce
Statut de conservation UICN

 VU D1 : Vulnérable
Le Calicalic à épaulettes (Calicalicus rufocarpalis) est une espèce d'oiseaux de la famille des Vangidae qui est endémique de Madagascar. D'après le Congrès ornithologique international, c'est une espèce monotypique.

## Systématique
L'espèce Calicalicus rufocarpalis a été décrite en 1997 par Steven M. Goodman, A. F. A. Hawkins (d) et Charles Domergue.

## Publication originale
- (en) Steven M. Goodman, A. F. A. Hawkins et Charles A. Domergue, « A new species of vanga (Vangidae, Calicalicus) from southwestern Madagascar », Bulletin of the British Ornithologists' Club, Londres, BOC, vol. 117,‎ 1997, p. 5-10 (ISSN 0007-1595 et 2513-9894, OCLC 1537351, lire en ligne).